# Сатыгино (деревня)
Сатыгино — упразднённая в 1979 году деревня Вышневолоцкого района Тверской области России. На год упразднения входила в Боровенский сельсовет. Включена в состав деревни Боровно, административный центр сельсовета.

## География
Деревня находилась в центральной части Тверской области, в зоне хвойно-широколиственных лесов, в пределах Вышневолоцкой низины, на северном берегу озера Боровенского (на западном — Боровно).

### Климат
Климат характеризуется как умеренно континентальный, с относительно мягкой зимой и прохладным влажным летом. Средняя температура воздуха самого холодного месяца (января) — −9,5 — −10 °C; самого тёплого месяца (июля) — 17 — 17,5 °C. Безморозный период длится около 120 дней. Годовое количество атмосферных осадков составляет в среднем 550—600 мм, из которых большая часть (350—400 мм) выпадает в период с апреля по октябрь. Снежный покров держится в течение 140—150 дней.

## История
В списках населённых мест по сведениям 1859 года Сатыгино записывается как владельческая и казённая деревня. Местоположение показано как «при озере Боровне» и «По левую сторону Боровицкого тракта». В то время там числилось 12 дворов, в которых проживало мужчин — 33, женщин — 55. От уездного центра 25 км.
В 1979 году деревня Сатыгино была включена в состав Боровно.